# Mechitar (katolikos Wielkiego Domu Cylicyjskiego)
Mechitar  (Mekhitar I Guer'netsi, (orm.) Մխիթար Ա. Գռներցի) – katolikos Wielkiego Domu Cylicyjskiego w latach 1341–1355. Został wybrany przez sobór po wymuszeniu rezygnacji Jakuba II  przez króla Leona IV.